# 国鉄3170形蒸気機関車

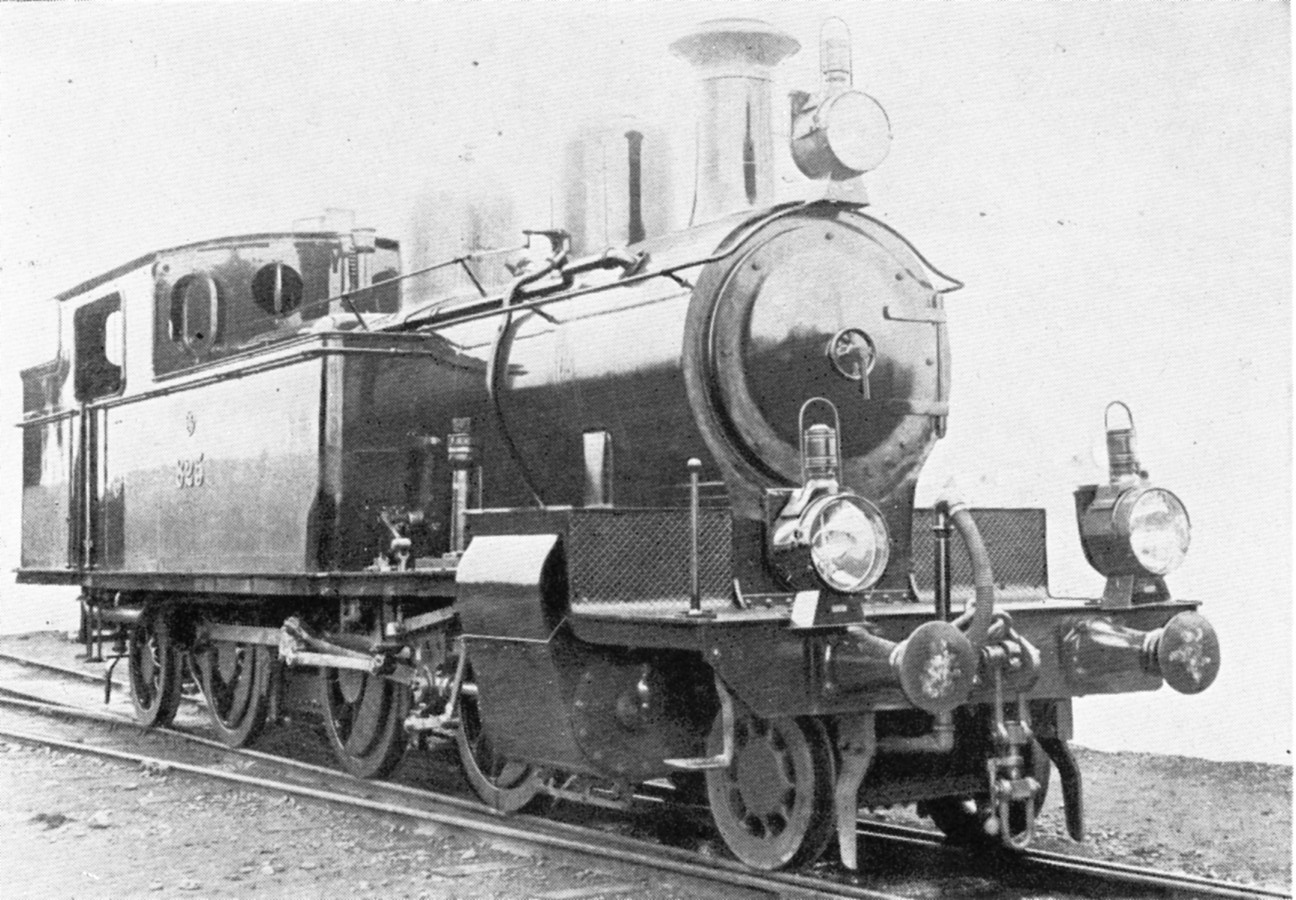
日本鉄道 825（後の鉄道院 3170）

3170形は、かつて日本国有鉄道およびその前身である鉄道院・鉄道省に在籍したタンク式蒸気機関車である。

## 概要
元は、日本鉄道が1903年（明治36年）にドイツのハノーファー機械製作所から6両（製造番号3046 - 3051）を輸入した、車軸配置2-6-2(1C1)、単式2気筒の飽和式タンク機関車で、H3/5形(825 - 830)と称された。
この機関車は、他の鉄道でドイツ製機関車が良好な成績を収めていたことから、日本鉄道でもドイツ製機関車導入の機運が高まり、ヘンシェル社製で複式2気筒のHS3/5形（後の鉄道院3240形）とともに製造されたものである。しかし、全てをドイツ製に置き換えるのには抵抗があり、同年発注された32両のうち24両は、イギリスのベイヤー・ピーコック社に発注された（後の鉄道院3200形）。また、発注の際に当初は一般競争入札で行ったものを取消し、仕様を共通にして再度指名競争入札で入札施行したため、その経緯の不透明さが当時のジャーナリズムを賑わすというエピソードもあった。
形態的には官設鉄道のB6クラスに先輪を追加し、火格子面積を拡大したもので、火室はベルペヤ式であった。先台車はビッセル式である。また、弁装置には当時最先端であったワルシャート式を採用している。導入当時、日本最大のタンク機関車であった。
国有化後の1909年（明治42年）に制定された鉄道院の車両称号規程では、3170形（3170 - 3175）に改番された。
当初は、宇都宮、小山、田端、福島、盛岡に分散配置されたが、国有化後は小山、宇都宮に集まり、一部は大宮工場（一部は岡本支工場）の入換用とされた。廃車は、3171, 3172が1949年（昭和24年）、3173, 3175が1950年（昭和25年）、3170, 3174が1951年（昭和26年）であった。このうち3170は高崎板紙に譲渡されたが、使用されることなく廃棄された。

## 主要諸元
- 全長：11,655mm
- 全高：3,810mm
- 全幅：2,642mm
- 軌間：1,067mm
- 車軸配置：2-6-2(1C1)
- 動輪直径：1,245mm
- 弁装置：ワルシャート式

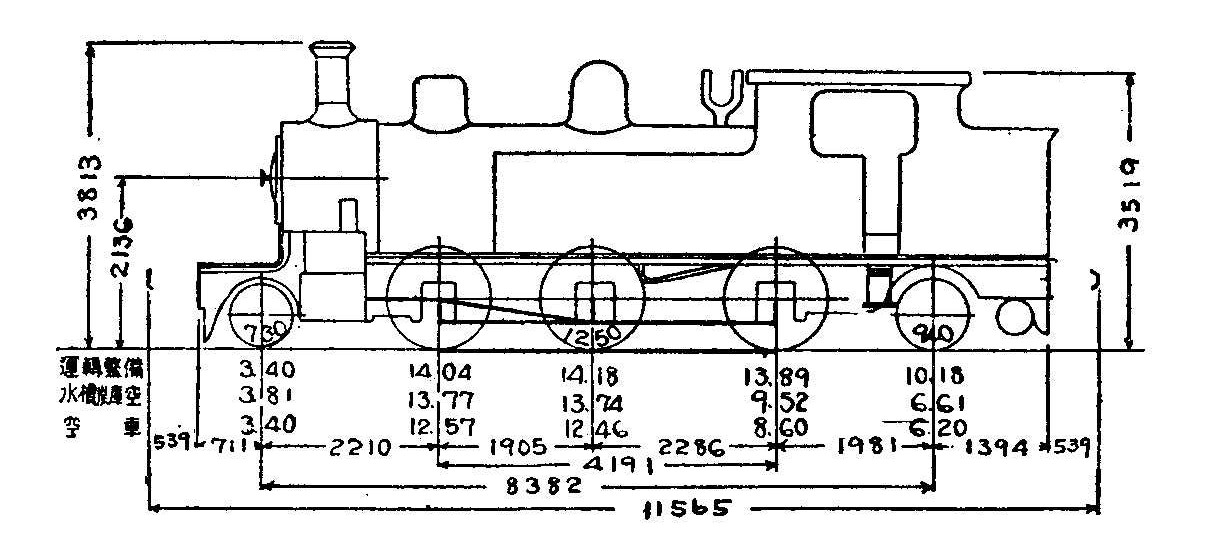
形式図

- シリンダー（直径×行程）：406mm×610mm
- ボイラー圧力：12.7kg/cm2
- 火格子面積：1.91m2
- 全伝熱面積：86.2m2
  - 煙管蒸発伝熱面積：79.2m2
  - 火室蒸発伝熱面積：7.0m2
- ボイラー水容量：3.1m3
- 小煙管（直径×長サ×数）：48mm×,353mm×158本
- 機関車運転整備重量：55.69t
- 機関車空車重量：43.23t
- 機関車動輪上重量（運転整備時）：42.11t
- 機関車動輪軸重（第2動輪上）：14.18t
- 水タンク容量：7.28m3
- 燃料積載量：1.78t
- 機関車性能
  - シリンダ引張力（0.85P）：8,720kg
- ブレーキ装置：手ブレーキ、真空ブレーキ